# Renzo Furlan
Renzo Furlan (* 17. Mai 1970 in Conegliano, Venetien) ist ein ehemaliger italienischer Tennisspieler und heutiger -trainer.

## Karriere
Furlan wurde 1988 Tennisprofi und gewann zwei Jahre später in Tampere sein erstes Challenger-Turnier. Im darauf folgenden Jahr gewann er an der Seite von Omar Camporese auch sein erstes Challengerturnier im Doppel. 1992 stand er in Bologna erstmals im Finale eines ATP-Turniers. Es folgten zwei weitere Finalteilnahmen, bevor er 1994 in Casablanca seinen ersten ATP-Titel gewinnen konnte; sein zweiter und letzter Turniersieg folgte noch im selben Jahr. Seine einzige Finalteilnahme in der Doppelkonkurrenz hatte er 1994 an der Seite von Jordi Arrese in San Marino. Seine besten Notierungen in der ATP-Weltrangliste erreichte er 1996 mit Position 19 im Einzel sowie 1991 mit Position 193 im Doppel.
Sein bestes Einzelergebnis bei einem Grand-Slam-Turnier erzielte er 1995 bei den French Open mit dem Einzug ins Viertelfinale, in dem er Sergi Bruguera unterlag. In der Doppelkonkurrenz konnte er sich nur ein einziges Mal qualifizieren, bei den Australian Open desselben Jahres scheiterte er jedoch bereits in der zweiten Runde.
Furlan spielte zwischen 1993 und 2000 19 Einzelpartien für die italienische Davis-Cup-Mannschaft. 1996 und 1997 stand er mit seinem Team jeweils im Halbfinale der Weltgruppe, beide Partien gingen verloren. Er konnte dabei jeweils eines seiner beiden Einzel gewinnen, unterlag jedoch Cédric Pioline und Jonas Björkman. Insgesamt war seine Bilanz mit 10:9 knapp positiv. Bei den Olympischen Spielen 1996 trat er für Italien an und erreichte das Viertelfinale, in dem er dem Inder Leander Paes unterlag. Bei den Olympischen Spielen 1992 schied er in der dritten Runde gegen Jordi Arrese aus.
Furlan ist mit der ehemaligen Tennisspielerin Nathalie Baudone verheiratet.
Im Dezember 2024 wurde er von der Women’s Tennis Association mit dem Trainer des Jahres-Award ausgezeichnet.

## Erfolge
| Legende                                       |
| Grand Slam                                    |
| Tennis Masters Cup                            |
| ATP Masters Series                            |
| ATP International Series Gold                 |
| ATP World Series ATP International Series (2) |

| Titel nach Belag |
| Hartplatz (1)    |
| Sand (1)         |
| Rasen (0)        |
| Teppich (0)      |

### Einzel

#### Turniersiege
| Nr. | Datum           | Turnier    | Belag         | Finalgegner   | Ergebnis      |
| --- | --------------- | ---------- | ------------- | ------------- | ------------- |
| 1.  | 6. Februar 1994 | San José   | Hartplatz (i) | Michael Chang | 3:6, 6:3, 7:5 |
| 2.  | 20. März 1994   | Casablanca | Sand          | Karim Alami   | 6:2, 6:2      |

#### Finalteilnahmen
| Nr. | Datum            | Turnier        | Belag       | Finalgegner      | Ergebnis      |
| --- | ---------------- | -------------- | ----------- | ---------------- | ------------- |
| 1.  | 24. Mai 1992     | Bologna        | Sand        | Jaime Oncins     | 2:6, 4:6      |
| 2.  | 14. Juni 1992    | Florenz        | Sand        | Thomas Muster    | 3:6, 6:1, 1:6 |
| 3.  | 15. August 1993  | San Marino     | Sand        | Thomas Muster    | 5:7, 5:7      |
| 4.  | 22. Oktober 1995 | Peking         | Teppich (i) | Michael Chang    | 5:7, 3:6      |
| 5.  | 30. März 1997    | St. Petersburg | Teppich (i) | Thomas Johansson | 3:6, 4:6      |

### Doppel

#### Finalteilnahmen
| Nr. | Datum           | Turnier    | Belag | Partner      | Finalgegner                 | Ergebnis |
| --- | --------------- | ---------- | ----- | ------------ | --------------------------- | -------- |
| 1.  | 14. August 1994 | San Marino | Sand  | Jordi Arrese | Neil Broad Greg Van Emburgh | 4:6, 6:7 |